# Fillmore (Illinois)
Fillmore es una villa ubicada en el condado de Montgomery en el estado estadounidense de Illinois. En el Censo de 2010 tenía una población de 330 habitantes y una densidad poblacional de 126,03 personas por km².

## Geografía
Fillmore se encuentra ubicada en las coordenadas 39°6′55″N 89°16′43″O / 39.11528, -89.27861. Según la Oficina del Censo de los Estados Unidos, Fillmore tiene una superficie total de 2.62 km², de la cual 2.62 km² corresponden a tierra firme y (0%) 0 km² es agua.

## Demografía
Según el censo de 2010, había 330 personas residiendo en Fillmore. La densidad de población era de 126,03 hab./km². De los 330 habitantes, Fillmore estaba compuesto por el 99.39% blancos, el 0% eran afroamericanos, el 0% eran amerindios, el 0.3% eran asiáticos, el 0% eran isleños del Pacífico, el 0% eran de otras razas y el 0.3% pertenecían a dos o más razas. Del total de la población el 0% eran hispanos o latinos de cualquier raza.